# Central Potiguar
Central Potiguar is een van de vier mesoregio's van de Braziliaanse deelstaat Rio Grande do Norte. Zij grenst aan de mesoregio's Leste Potiguar, Agreste Potiguar, Borborema (PB), Sertão Paraibano (PB) en Oeste Potiguar. De mesoregio heeft een oppervlakte van ca. 15.810 km². In 2006 werd het inwoneraantal geschat op 374.364.
Vijf microregio's behoren tot deze mesoregio:
- Angicos
- Macau
- Seridó Ocidental
- Seridó Oriental
- Serra de Santana

Mesoregio's: Agreste Potiguar · Central Potiguar · Leste Potiguar · Oeste Potiguar

Microregio's: Angicos · Agreste Potiguar · Baixa Verde · Borborema Potiguar · Chapada do Apodi · Litoral Nordeste · Litoral Sul · Macaíba · Macau · Médio Oeste · Mossoró · Natal · Pau dos Ferros · Seridó Ocidental · Seridó Oriental · Serra de São Miguel · Serra de Santana · Umarizal · Vale do Açu